# Ермоленко, Александр Семёнович
Александр Семёнович Ермоленко (1934—2021) — физик-магнитолог, доктор физико-математических наук (1984), профессор (1996), заслуженный деятель науки РФ (2000).

## Биография
Родился 20 июня 1934 г. в селе Раисовка Северо-Казахстанской области.
Окончил физическое отделение физико-математического факультета Уральского государственного университета им. А. М. Горького (Свердловск) (1956) и аспирантуру там же (1959).
С 1959 г. работал в Институте физики металлов АН СССР (Свердловск): младший научный сотрудник, с 1967 г. старший научный сотрудник, с 1986 по 2005 г. заведующий лабораторией ферромагнитных сплавов. В 2020 году — главный специалист-советник лаборатории ферромагнитных сплавов.
В 1965 г. защитил кандидатскую диссертацию:
- О природе коэрцитивной силы и эффекта термомагнитной обработки сплавов типа альни и альнико : диссертация ... кандидата физико-математических наук : 01.00.00. — Свердловск, 1964. — 133 с.

В 1984 г. защитил докторскую диссертацию:
- Магнетизм высокоанизотропных редкоземельных соединений типа RCo₅ : диссертация ... доктора физико-математических наук : 01.04.11. — Свердловск, 1983. — 367 с. : ил.

В 1994 г. присвоено звание профессора.
Скончался 20 октября 2021 года, похоронен на Лесном кладбище Екатеринбурга.

## Научная деятельность
Научные интересы: физика процессов намагничивания, природа кристаллической и наведенной магнитной анизотропии, высококоэрцитивные материалы, магнетизм редкоземельных соединений.

### Публикации
- А. С. Ермоленко. Обменные взаимодействия и магнитокристаллическая анизотропия соединений редкая земля — кобальт со структурой типа CaCu5. IEEE Trans. on Magnetics, 1979, Mag-15, No. 6, p. 1765—1770.
- А. С. Ермоленко, А. Ф. Рожда. Процессы перемагничивания ферромагнетиков с узкими доменными границами. Изв. АН СССР. сер. физ., 1978, 42, № 8, с. 1762—1769.
- А. С. Ермоленко. Магнитокристаллическая анизотропия редкоземельных интерметаллидов. IEEE Trans. on Magnetics, 1976, Mag-12, No.6, p. 992—996.
- А. С. Ермоленко. Магнитокристаллическая анизотропия редкоземельных соединений RCo5. Proc. VI Int. Workshop on Rare-Earth — Cobalt Magnets and Their Appl., Baden/Vienna, Austria, 1982, p. 771—783.
- А. Г. Кучин, А. С. Ермоленко. Особенности магнитных свойств редкоземельных соединений с конкурирующей магнитной анизотропией и замороженными доменными границами. Физика металлов и металловедение, 1989, 68, вып. 2, с. 289—296.
- А. В. Дерягин, Е. В. Щербакова, В. И. Лагунова, Я. С. Шур, А. С. Ермоленко, Е. П. Романов, Л. М. Магат, Изв. АН СССР, сер. физ. 34, 1606 (1972).

## Награды и звания
- Заслуженный деятель науки Российской Федерации (2000)
- Почётный диплом имени В. Д. Садовского (УрО РАН, 22 октября 2015) — за цикл работ «Редкоземельные интерметаллиды и магнитные материалы на их основе»